# Actel
Actel — американская корпорация, производитель микроэлектроники. Практически единственный массовый производитель высокоёмких программируемых логических интегральных схем (ПЛИС) со встроенной ППЗУ. Штаб-квартира компании располагается Маунтин-Вью, а офисы официальных представителей в Нью-Джерси, Франции, Ирландии, Германии и в России.
В ноябре 2010 года Microsemi Corporation купила Actel

## Продукция
Actel разрабатывает ПЛИС для использования в коммерции, промышленности, военной и аэрокосмической отраслях. Продукция компании делится на три большие группы:
- ПЛИС с однократно программируемой памятью (ОППЗУ, anti-fuse)
- ПЛИС с электрически стираемой памятью (флэш, ЭППЗУ)
- ПЛИС с ОППЗУ и повышенной радиационной стойкостью.

В 2005 году компания взяла курс на удешевление своих ПЛИС, создав две новые серии: «ProASIC3» и «ProASIC3E».
Для поддержки потребителей ПЛИС Actel предоставляет несколько версий интегрированной среды разработки встроенного программного обеспечения «Libero». Функционально ограниченная версия программы с лицензией на один год доступна для скачивания с официального сайта.

## Конкуренты
Основными конкурентами фирмы считаются фирмы Altera, Xilinx, Lattice, QuickLogic.